# Flyte
Flyte ist das zweite Buch der Fantasyreihe Septimus Heap von Angie Sage. Das Buch erschien im März 2006 in den USA und im August 2006 in Deutschland.

## Kurzbeschreibung
„Septimus Heaps Abenteuer geht weiter: DomDaniel, der machtbesessene Magier, ist zurückgekehrt und bedroht den Frieden über der Burg mehr als je zuvor. Septimus’ ältester Bruder Simon neidet seinem Bruder die Ausbildung bei der Außergewöhnlichen Zauberin Marcia Overstrand und wird schon bald zum Werkzeug von DomDaniel. Noch ist der Schwarze Herrscher ein kaum handlungsfähiges Skelett, aber er verfolgt einen tückischen Plan: Simon soll für ihn die Herrschaft über die Burg zurückgewinnen. Wird Septimus das verhindern können?“

Im zweiten Septimus-Heap-Band entführt Septimus’ Bruder Simon aus Rache Prinzessin Jenna, weil nicht er, sondern sein Bruder bei Marcia ausgebildet wird. Simon hat DomDaniel als Skelett wiederbelebt und sich der schwarzen Magie verschrieben. Septimus findet mit Hilfe seines Bruders Nicko und eines Freundes aus der Jungarmee namens Wolfsjunge Jenna in Port. Auf dem Weg zurück in die Burg wehren sie gemeinsam die Angriffe von Simon Heap ab. Von Tante Zeldas Hütte aus benutzen sie das Drachenboot, das von Simon stark beschädigt wird, um in die Burg zu gelangen. Auch versuchen Simon und DomDaniel durch eine schwarze Beschwörung (Platzierung) Marcia zu töten, die den Versuch vereiteln kann und DomDaniel erneut besiegt. Außerdem stellt Septimus den legendären Flug-Zauber (Flyte) wieder her, nach dem das Buch benannt ist. Auch brütet Septimus einen Drachen aus.

## Ausführliche Darstellung der Handlung
Der zweite Band Flyte beginnt mit einem kleinen Rückblick, in dem man Simon Heap auf dem großen Schlachtfeld des ersten Teils Magyk nach den Knochen DomDaniels suchen sieht. Er findet sie und kehrt seiner Familie aus Eifersucht gegenüber Septimus, den er nicht als Bruder anerkennt, den Rücken.
In den folgenden Kapiteln wird ein Bild der neuen Umgebung der Heapfamilie gezeichnet. Jenna und Sarah bewohnen mit Silas den Palast. Septimus als Lehrling im Zaubererturm und Nicko an der Werft, während die anderen Brüder im Wald hausen.
In diese Idylle bricht nun Simon. Während sich noch alle über die Rückkehr des verlorenen Sohnes freuen, entführt er Jenna auf seinem Pferd. Doch außer Septimus glaubt niemand an eine Entführung, sondern alle rechnen mit einem kleinen Ausritt.
Da kein Erwachsener Septimus bei seiner Verfolgung unterstützen will, reisen Nicko und Septimus um Hilfe zu suchen zu ihren Brüdern in den Wald. Dabei verirren sie sich und werden nur durch Zufall von ihrem Großvater, der Gestaltenwandler ist und nun als Baum im Wald lebt, vor Wolverinen gerettet.
Nach einem Besuch bei den Brüdern, die ihnen nicht glauben, befragen sie die Wendronhexe Morwenna, die in die Zukunft sehen kann. Sie schickt die beiden in Begleitung von Wolfsjunge, der im Wald wohnt und Septimus’ ehemaliger Kamerad aus der Jungarmee ist, nach Port.
In der Zwischenzeit hat Simon Jenna in die Ödlande zu seinem Stützpunkt gebracht. In der Nacht gelingt es Jenna jedoch mit Hilfe eines Schokoladencharms, mit dem sie die Tür ihrer Zelle in Schokolade verwandelt, zu fliehen. Sie nimmt Simons Pferd und schafft es, den gefährlichen Landwürmern zu entkommen. Auf der Flucht trifft sie auf die beförderte Geheimdienstratte Stanley, die sie nach Port führt.
Dort treffen die beiden Gruppen aufeinander und kehren in einem schmierigen Hotel ein. Allerdings hat Simon Jenna den schwarzmagischen Fährtensuchball Spürnase hinterhergeschickt, der Jenna aufspürt und markiert. Dadurch weiß Simon stets, wo Jenna zu finden ist.
Da bei Spürnases Besuch eine Verbindungsbrücke zusammengebrochen ist, muss die Reisegruppe gemeinsam durch das Haus des Porter Hexenzirkels fliehen. Dabei werden sie fast gefasst und entkommen nur dank Septimus’ Magie.
Sie beschließen daraufhin in die nahe gelegenen Marram-Marschen zu Tante Zelda zu fliehen. Auf dem Weg dorthin entdeckt sie Simon, der einen recht potenten Flugcharm besitzt und sie deshalb schnell eingeholt hat. Es kommt zum Kampf zwischen Simons Flugcharm und Septimus’ Schwebecharm. Durch Wolfsjunges Einsatz im Kampf wird Simon geschlagen.
Bei Tante Zelda angekommen schlüpft überraschend der Drache Feuerspei, den Septimus unbeabsichtigt ausgebrütet hat. Da Simon die Hütte bedroht, wollen Septimus und Jenna das ungesicherte Drachenboot in die Burg transferieren.
Auf der Reise kommt es erneut zum Kampf mit Simon, der das Boot stark beschädigt. Mit Tante Zeldas Hilfe erreichen die Reisenden dennoch die Burg, wo das Drachenboot mit seiner Drachenmagie eine geheime Kammer öffnet.
Da Marcia als Septimus’ Lehrerin verlangt, dass er sich ein Buch über die gefährliche Aufzucht von Drachen besorgt, geht Septimus in das Manuskriptorium. Dort belauschen er und Beetle ein erpresserisches Gespräch zwischen Obermagieschreiber Foxy und Simon, der diesen zwingt seinen Flugcharm zu reparieren. Septimus und Beetle entkommen durch eine Luke in die unterirdischen Eistunnel.
Auf ihrer Weg zum Ausgang entdecken sie Simon, der die Eistunnel ebenfalls zum Reisen in die Burg benutzt. Sie fliehen und entkommen dank Beetles guter Kenntnis der Tunnel in den Zaubererturm.
Dort erscheinen sie gerade, als Marcia das letzte Teil eines Schattenfangs einbaut. Dieser Schattenfang war dazu gedacht, einen Marcia verfolgenden Schatten einzufangen und so zu entfernen. Nun stellt sich jedoch heraus, dass der Schattenfang von Simon so manipuliert wurde, dass Marcia stattdessen eine Platzierung DomDaniels durchführte.
Dieser versucht nun mit Hilfe des Schattens und Simons Marcia zu töten. Sie kann jedoch mit Septimus’ Unterstützung den Angriff abwehren und DomDaniel erneut besiegen.
Den Abschluss der Geschichte bilden nun Septimus’ erster Flug, die Entdeckung des geheimen Königinnengemachs durch Jenna, die Rückkehr von Jennas Vater und die Erkenntnis Simons, dass Septimus tatsächlich sein Bruder ist.
Zudem fügt Septimus seinen Schwebe- und Simons Flugcharm, den letzterer bei seinem Angriff auf das Drachenboot verloren hatte, zusammen und stellt so den alten wahren Flugcharm wieder her, der dem Buch den Namen gibt.

## Figuren inFlyte
In Flyte tauchen folgende Personen auf:
- Septimus Heap/Junge 412: Lehrling von Marcia und magisch sehr begabt. Hauptperson der Reihe
- Jenna Heap: Prinzessin und Adoptivschwester aller Heaps.
- Silas Heap: Vater der Heapfamilie
- Sarah Heap: Mutter der Heapfamilie
- Simon Heap ältester Sohn und Lehrling bei DomDaniel. Bösewicht in Flyte
- Sam Heap, Eric Heap, Edd Heap, Jo-Jo Heap: Söhne 2 bis 5; leben im Wald
- Nicko Heap: der sechste Sohn; unterstützt Septimus
- Zelda Heap: Silas Tante und Hüterin in den Marrschen
- Benjamin Heap: Vater von Silas und Gestaltenwandler(Baum)
- Marcia Overstrand: Außergewöhnliche Zauberin und Lehrmeisterin von Septimus
- Alther Mella: ehemaliger Außergewöhnlicher Zauberer, Geist und Helfer Marcias.
- DomDaniel: ehemaliger Außergewöhnlicher Zauberer und Schwarzmagier; er existiert nur noch als Skelett
- Merrin Meredith: ehemaliger Lehrling DomDaniels
- Wolfsjunge: verloren gegangener Freund von Septimus aus der Jungarmee. Unterstützt Septimus.
- Stanley: Ratte des Rattengeheimdienstes
- Jannit Marten: Bootsbauerin und Lehrmeister von Nicko
- Gringe der Torwächter: Wächter am Nordtor
- Lucy Gringe: in Simon verliebte Tochter des Torwächters Gringe.
- Robert Gringe: Sohn von Gringe und Bootsbauer.
- Boris Catchpole: Unterzauberer
- Milo Banda: Fremder Reisender, der sich als Jennas Vater entpuppt.
- Una Brakket: Haushälterin von  Professor Weasel van Klampff
- Professor Weasel van Klampff: Vergesslicher Mathematiker, der den Schattenfang baut.
- Feuerspei: Drache von Septimus
- Boggart: Helfer und eine Art Haustier Tante Zeldas.

## Kritik
„Leider gelingt es der Autorin eine ganze Zeit nicht die Spannung wieder aufzubauen, sodass sich die Geschichte in der Mitte des Buches etwas zieht. Netter Nachfolger von „Magyk“, aber leider kommt die Spannung etwas zu kurz.“

„Für Fantasy-Fans – egal welchen Alters – ein wahres Muss!“

„Zu bemäkeln ist zudem der „Superheldencharakter“ der Guten. Sie finden alles, haben immer das Passende dabei, kennen eine gute Abkürzung, treffen auf einen Verbündeten. Insbesondere Septimus gelangt in den Besitz immer stärkerer Zauber und Helfer, so dass ihm mit ein wenig Übung eigentlich nichts gefährlich werden könnte. Auch wenn er Zauberduelle meist nicht gewinnen kann, wirkt dies nicht überzeugend, bei all dem, was er an ungewöhnlichen Artefakten besitzt. Kritik wie beim ersten Teil gibt es auch an der Übersetzung: „Charms“ für mit Zaubern beladene Gegenstände ist einfach englisch, nicht deutsch, und unnötig – andererseits ist das Beibehalten immerhin konsequent (aber warum nicht einfach „Talisman“?).“

„Angie Sage hat es wieder geschafft eine perfekte Mischung aus Abenteuer, Magie und Humor zu kreieren.“

weitere Kritiken siehe hier

## Zaubersprüche
In Flyte werden folgenden Zaubersprüche und Charms benutzt:
- Schokoladencharm: „Nimm mich, schüttel mich, und ich mach für dich: Quetzalcoatls Schokoladl.“
- Umkehrzauber (Quälgeist): „Lästiger Quälgeist, lass jetzt den Mist und vergiss, wozu du erschaffen bist.“

- Unsichtbarkeits- und Stillezauber: „Ungesehen, ungehört, nicht ein Flüstern, nicht ein Wort.“

- Öffnungszauber zu Simons Höhle: „Öffnen zu dir befiehlt, Meister dein, Nomis“
  - Da es sich hierbei um schwarze Magie handelt wird der Zauber rückwärts gesprochen!(normal: Simon, dein Meister, befiehlt dir zu öffnen)

## Septimus’ Drache
Eine Nebenhandlung der besonderen Art stellt das Ausbrüten eines Drachen durch Septimus da. Dabei darf man sich das nicht wie Henne und Ei vorstellen, sondern folgendermaßen:
Jenna findet unten beim Drachenboot einen grünen Stein, den sie Septimus schenkt, der ihn als Glücksbringer in seiner Tasche trägt. Dieser Stein ist in Wirklichkeit, was niemand weiß, ein seltenes Drachenei.
Nun müssen sechs Bedingungen eintreten, damit der Drache schlüpft, die normalerweise von der Drachenmutter durchgeführt werden.
- anfängliche Große Hitze: Septimus legt den Stein in seiner Kleidung zum Trocknen neben das Feuer
- permanente Wärme: Septimus trägt den Stein stets in seiner Hosentasche
- permanente Bewegung: Septimus ist jung und bewegt sich viel
- ein heftiger Biss ins Ei(normalerweise der Biss der Drachenmutter): wird im Wald von Wolverinen durchgeführt, die Septimus überfallen und versuchen seinen Rucksack samt Inhalt zu essen. Der „Stein“ ist aber  selbst für sie zu hart.
- dunkle Magie: kommt bei einem Kampf mit Simon dazu, der ihn mit einer schwarzmagischen Schlange attackiert.

So brachte Septimus den Drachen unbeabsichtigt zum Schlüpfen. Da ein frischgeborener Drache stets seine Mutter beißt, tut er dies dieses Mal bei Septimus. So prägt er Septimus und wird zu seinem persönlichen Drachen.